# Goldschmidt (kráter)

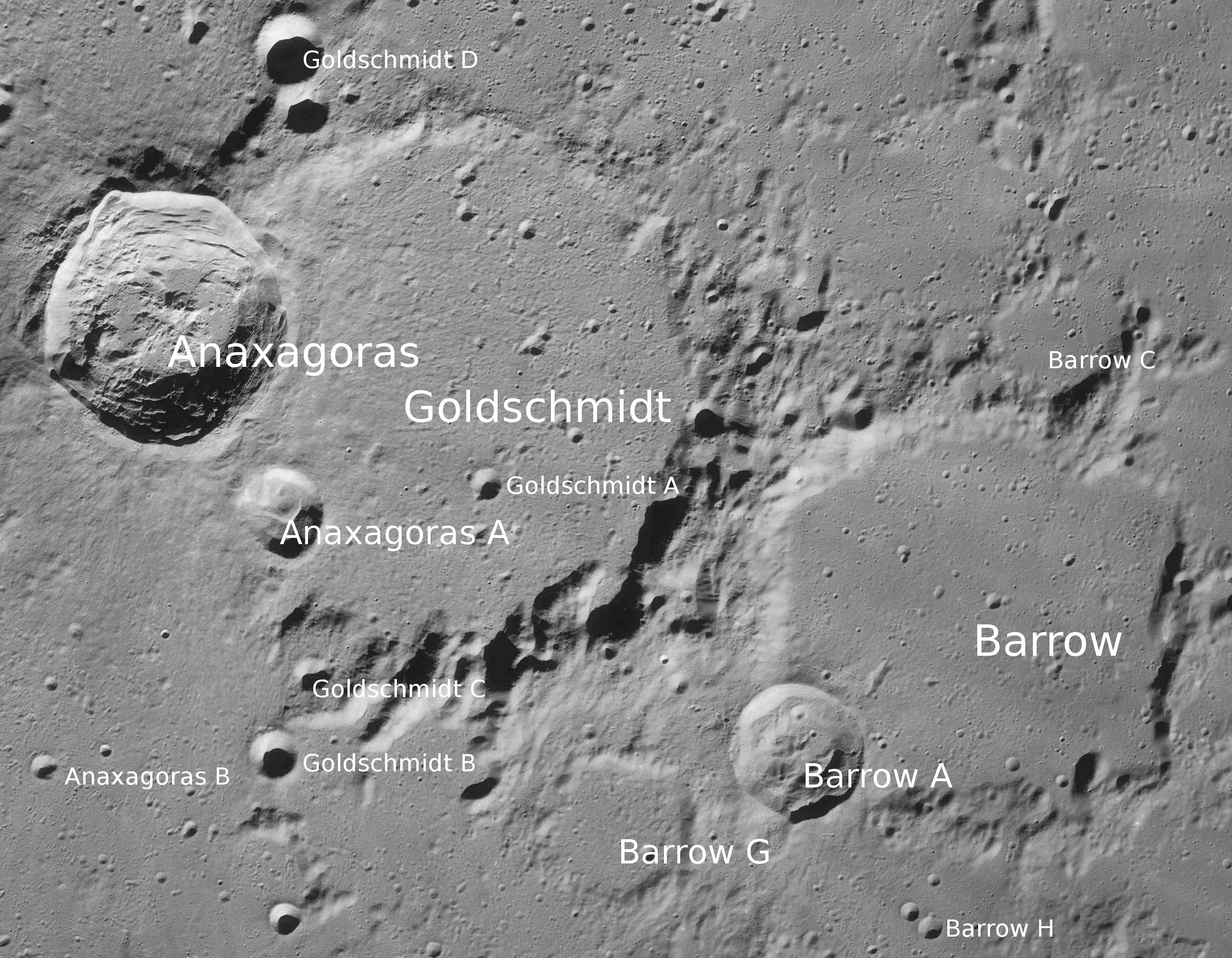
Goldschmidt s okolím.

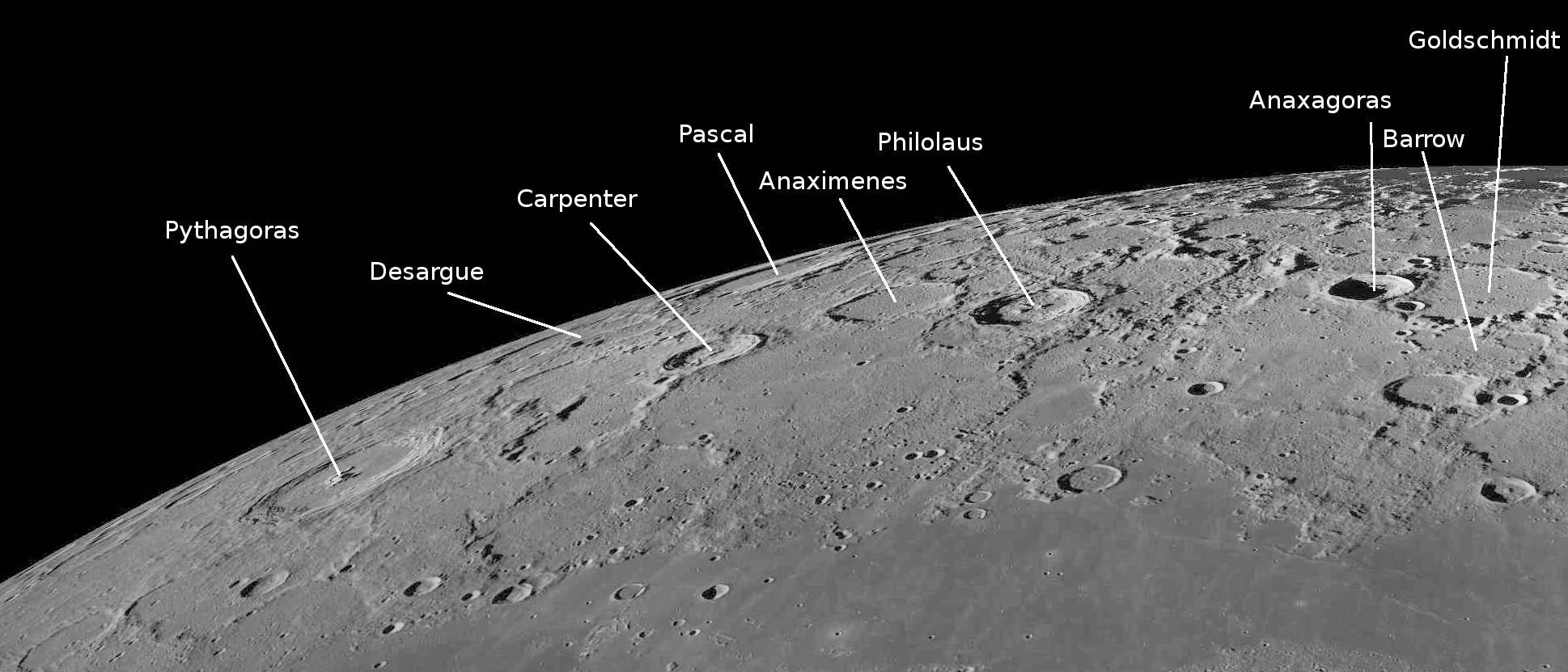
Poloha kráteru Goldschmidt.

Goldschmidt je rozlehlý impaktní kráter typu valové roviny na Měsíci. Nachází se v severní části jeho přivrácené strany. Jde o starý kráter se značně rozrušeným okrajovým valem. Má průměr cca 120 kilometrů a hloubku zhruba 3,4 kilometru. Na západním okraji je narušený mladším a menším kráterem Anaxagorasem. Jeho východní část protíná nultý měsíční poledník. Na jihovýchodě se skoro dotýká menšího kráteru Barrow.
V roce 1935 byl pojmenován Mezinárodní astronomickou unií po francouzském astronomovi německého původu Hermannu Goldschmidtovi.

## Satelitní krátery
V okolí kráteru se nachází několik menších kráterů. Ty byly označeny podle zavedených zvyklostí jménem hlavního kráteru a velkým písmenem abecedy.
| Goldschmidt | Sel. šířka | Sel. délka | Průměr |
| ----------- | ---------- | ---------- | ------ |
| A           | 72.5° S    | 2.5° Z     | 7 km   |
| B           | 70.6° S    | 6.7° Z     | 10 km  |
| C           | 71.1° S    | 6.0° Z     | 7 km   |
| D           | 75.3° S    | 7.7° Z     | 14 km  |